# Бање Село
Бање Село (хрв. Banje Selo) је насељено место у саставу града Свети Иван Зелина, Загребачка жупанија, Хрватска.

## Историја
До територијалне реорганизације у Хрватској било је у саставу старе општине Свети Иван Зелина.

## Становништво
У попису становништва из 2011. године, Бање Село је имало 106 становника.
| Број становника према пописима | Број становника према пописима | Број становника према пописима | Број становника према пописима | Број становника према пописима | Број становника према пописима | Број становника према пописима | Број становника према пописима | Број становника према пописима | Број становника према пописима | Број становника према пописима | Број становника према пописима | Број становника према пописима | Број становника према пописима | Број становника према пописима | Број становника према пописима |
| ------------------------------ | ------------------------------ | ------------------------------ | ------------------------------ | ------------------------------ | ------------------------------ | ------------------------------ | ------------------------------ | ------------------------------ | ------------------------------ | ------------------------------ | ------------------------------ | ------------------------------ | ------------------------------ | ------------------------------ | ------------------------------ |
| 1857                           | 1869                           | 1880                           | 1890                           | 1900                           | 1910                           | 1921                           | 1931                           | 1948                           | 1953                           | 1961                           | 1971                           | 1981                           | 1991                           | 2001                           | 2011                           |
| 180                            | 202                            | 203                            | 228                            | 260                            | 278                            | 267                            | 268                            | 223                            | 227                            | 192                            | 142                            | 111                            | 103                            | 140                            | 106                            |

Напомена: До 1971. исказивано под именом Бањасело. Године 2001. умањено за део површине који је припојен насељу Лактец, за који садржи део података из 1857. до 1991.